# The Bat
The Bat és una pel·lícula muda estatunidenca basada en l'obra teatral de Mary Roberts Rinehart i Avery Hopwood dirigida per Roland West el 1926
Els protagonistes son Jack Pickford (Brooks Bailey), Eddie Gribbon (Detectiu Anderson), Robert Mckim (Dr. Wells), Louise Fazenda (Lizzie Allen), Tullio Carminati (Detectiu Moletti). El guió era de Julien Josephson, els decorats de William Cameron Menzies, la fotografia d'Arthur Edeson i Gregg Toland. Hi va haver un remake el 1930 amb el nom de The Bat Whispers amb Chester Morris i Una Merkel. L'última versió coneguda és la de 1959 (The Bat), amb Vincent Price i Agnes Moorehead. La pel·lícula es va trobar quan ja es pensava que s'havia perdut per sempre.

## Argument
Un delinqüent, anomenat "el ratpenat", anuncia per endavant un robatori que durà a terme. Però se li avança un rival. Tots dos es troben operant a Courtleigh Fleming, residència de la riquíssima Cornelia Van Gorder.
El poderós banquer Fleming és trobat mort, i al mateix temps, desapareix un jove oficial, Brooks Bailey, un jove caixer enamorat de Dale, la neta de Cornelia. Brooks, que és sospitós de l'assassinat i el robatori de 200.000 dòlars, viu amagat a casa, disfressat de jardiner. Lizzie, la minyona desconfia de tots i de tot: el Dr. Wells, el majordom i de Moletti, l'investigador que està seguint el cas.
El culpable resultarà ser el mateix Moletti que, de fet, és el "ratpenat". El criminal, va matar el veritable Moletti i l'havia reemplaçat.

## Repartiment
- George Beranger – Gideon Bell
- Charles Herzinger – Courleigh Fleming
- Emily Fitzroy – Miss Cornelia Van Gorder
- Louise Fazenda – Lizzie Allen
- Arthur Housman – Richard Fleming
- Robert McKim – Dr. Wells
- Jack Pickford – Brooks Bailey
- Jewel Carmen – Miss Dale Ogden
- Sojin Kamiyama – Billy
- Tullio Carminati – Detectiu Moletti
- Eddie Gribbon – Detectiu Anderson